# اونا (فیلم)
اونا (انگلیسی: Una) یک فیلم به کارگردانی بندیکت اندروز است که در سال ۲۰۱۶ منتشر شد.